# Famille Seigner
Cette page explique l’histoire ou répertorie les différents membres de la famille Seigner.
Ne doit pas être confondu avec Sagnier.
Les membres de la famille Seigner sont notamment :
- Gaston Seigner (1878-1918), champion d'équitation et officier français, cousin germain du père de Louis Seigner ;
- Louis Seigner (1903-1991), comédien ;
- Françoise Seigner (1928-2008), comédienne, fille de Louis Seigner ;
- Emmanuelle Seigner (née en 1966), comédienne et chanteuse, petite-fille de Louis Seigner ;
- Mathilde Seigner (née en 1968), comédienne, petite-fille de Louis Seigner ;
- Marie-Amélie Seigner (née en 1973), comédienne et chanteuse, petite-fille de Louis Seigner.